# Baloo
Pour les articles homonymes, voir Baloo (homonymie).
Ne doit pas être confondu avec Balou.
Pour l’article ayant un titre homophone, voir Baloud.

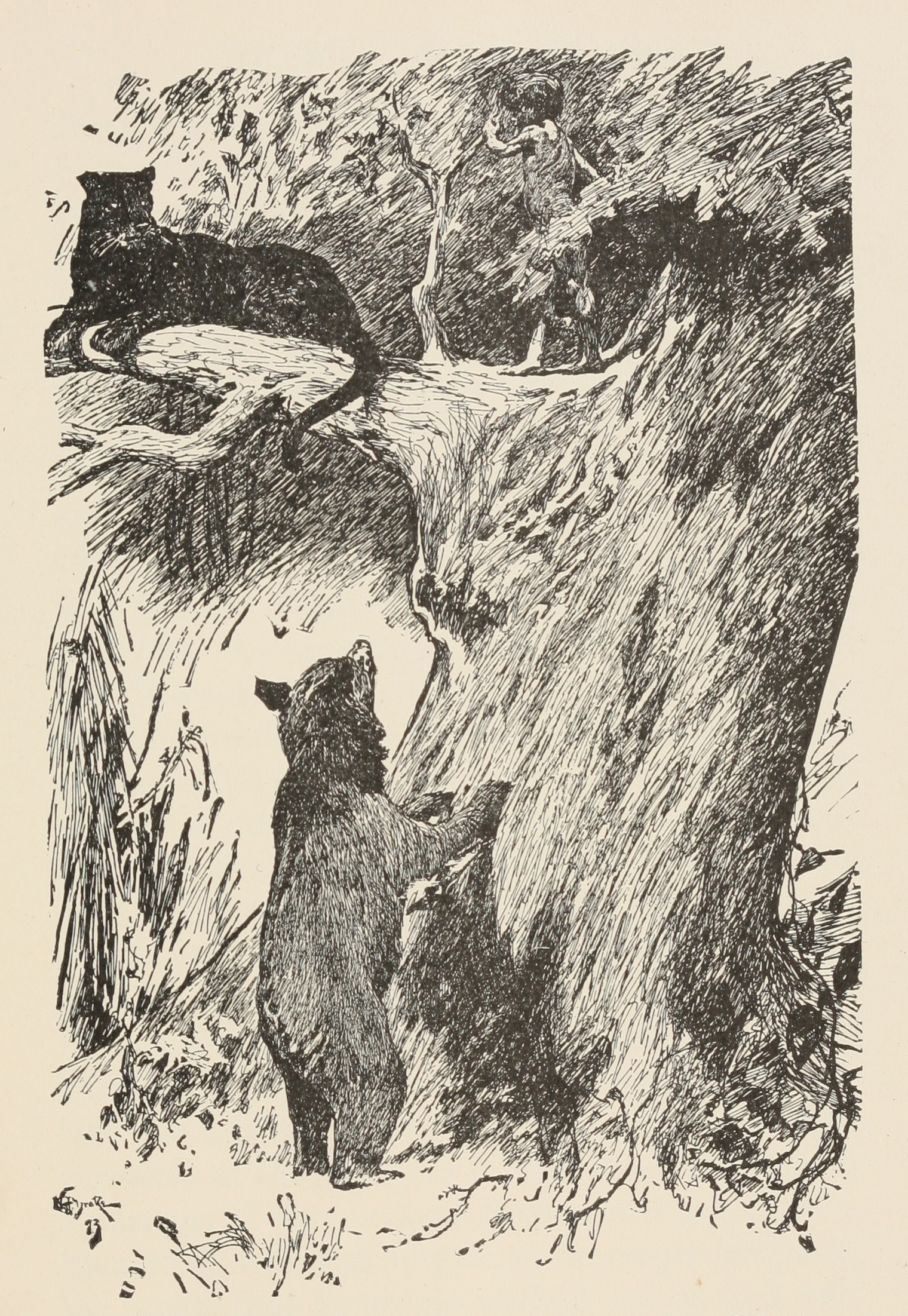
Baloo, au pied d'un arbre, page 23 de l'édition de 1895 du Livre de la jungle.

Baloo est le nom d'un ours, personnage du roman Le Livre de la jungle (1884) de Rudyard Kipling. C'est un vieux sage qui enseigne la loi de la jungle à Mowgli.
Son nom signifie « ours » en hindi. Zoologiquement parlant, il s'agit d'un ours lippu (Melursus ursinus), la seule espèce d'ours présente dans les forêts indiennes, où se déroule l'histoire du Livre de la jungle. Rarement carnivore, cet ours est plutôt insectivore, se nourrissant notamment de termites et de fourmis, ou également de miel.

## Dans l'œuvre de Kipling

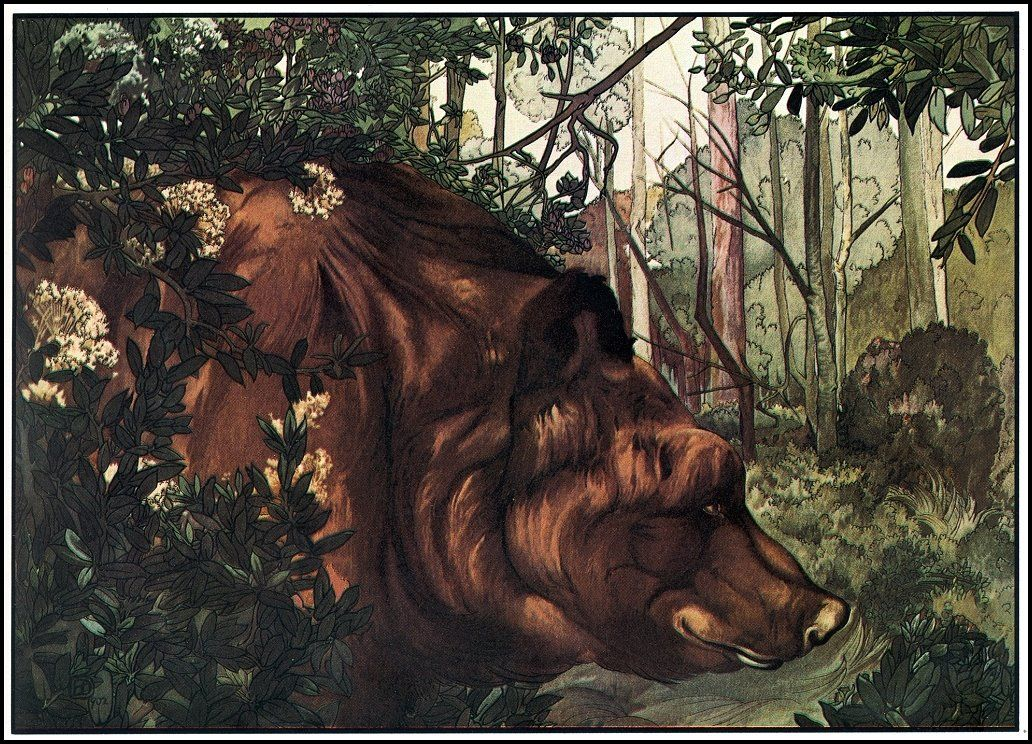
Baloo, illustration de l'édition 1913 du Livre de la Jungle

Dans Le Livre de la jungle de Kipling, Baloo est une sorte de docteur de la loi dans le clan des loups ; c'est un vieil ours assez âgé, qui a déjà enseigné la loi de la meute à de nombreux louveteaux lorsque Mowgli arrive au clan ; il va alors se faire l'éducateur de ce dernier, conjointement avec Bagheera.
Incarnation de la figure du vieux sage, il n'est de façon générale pas très énergique, et semble empreint d'une certaine bonhomie ; il cède de plus facilement à la sieste et à son appétit pour le miel. Ce n'est néanmoins pas pour autant un éducateur laxiste, puisqu'il n'hésite pas à user de châtiments corporels contre Mowgli quand celui-ci fait preuve d'une inattention excessive, et ce en dépit des remarques de Bagheera qui lui rappelle qu'un « petit d'homme » n'est pas aussi solide qu'un ourson.
Baloo fera également preuve de bravoure et d'attachement à Mowgli, n'hésitant pas à partir à son secours lorsqu'il le sait en danger.

## Dans les œuvres Disney
Baloo est apparu dans le long métrage d'animation Le Livre de la jungle. Le personnage apparaît dans la suite du film Le Livre de la jungle 2 (2003) ainsi que dans les séries télévisées, Super Baloo (1990-1994) et Le Livre de la jungle, souvenirs d'enfance (1996-1998) .
Baloo est un ours lippu de couleur gris-brun et de museau brun-marron. Baloo est un personnage jovial, décontracté, qui aime s'amuser et préfère fuir les responsabilités. Véritable mentor de Mowgli, il passe la plupart de son temps à se reposer et profiter de la vie. Sa personnalité est très différente de  celle du personnage imaginé par Kipling, chez qui  il joue plutôt le rôle d'un instructeur assez sévère. Son nom signifie ours en hindi.
Dans le film Le Livre de la jungle, Baloo ne doit à l'origine faire qu'une brève apparition dans le film mais l'animateur Ollie Johnston responsable du personnage considère le travail de doublage de  Phil Harris si fascinant qu'il développe le personnage. D'après Wolfgang Reitherman, il est initialement conçu en prenant pour modèle l'acteur Wallace Beery. Le résultat est que Baloo est devenu la vedette du film dépassant Bagheera dont le rôle est plus essentiel à l'histoire. Baloo est un ours gris-bleu bien en chair ayant adopté la vie facile comme credo. Malgré ce caractère critiqué par la panthère, Baloo prouve qu'il est un vrai ami de Mowgli en prenant la défense de l'enfant face au tigre Shere Khan. La scène principale de Baloo est sa première apparition, sur la chanson Il en faut peu pour être heureux, dans laquelle son credo est à la fois expliqué mais aussi mis en œuvre. La gaîté et la spontanéité de la séquence en font, selon Grant, un moment de joie à regarder. La séquence Être un homme comme vous, avec le Roi Louie, Mowgli et de la musique jazzy, s'en approche mais démontre, pour Grant, qu'il n'est pas possible de reproduire une alchimie deux fois dans le même film.
Dans la série d'animation télévisée Super Baloo (1990-94), il devient le pilote déjanté d'une petite entreprise de livraison aéroportée.
Il redevient jeune dans la série d'animation télévisée Le Livre de la jungle, souvenirs d'enfance (1996-98).

### Interprètes
- Voix originale : Pamela Adlon (Le livre de la jungle, souvenirs d'enfance), Phil Harris (Le Livre de la jungle), John Goodman (Le Livre de la jungle 2), Ed Gilbert (Super Baloo et Baloo adulte dans la version vidéo, intitulée "Les Petits Sauvages", de Le Livre de la jungle, souvenirs d'enfance), Bill Murray (Le Livre de la jungle, 2016).

- Voix française : Claude Bertrand (Le Livre de la jungle), Jean Stout (Voix chantée dans Le Livre de la jungle), Richard Darbois (Le Livre de la jungle 2), Benoît Allemane (Super Baloo et Baloo adulte dans la version vidéo, intitulée "Les Petits Sauvages", de Le Livre de la jungle, souvenirs d'enfance), Marie-Charlotte Leclaire (Le Livre de la jungle, souvenirs d'enfance), Lambert Wilson (Le Livre de la jungle, 2016).
- Voix italienne : Fabrizio Pucci (le livre de la jungle 2)

### Chansons interprétées par Baloo
- Il en faut peu pour être heureux (The Bare Necessities) avec Mowgli dans Le Livre de la Jungle
- Être un homme comme vous (I Wanna Be Like You) avec le Roi Louie.
- Il en faut peu pour être heureux (The Bare Necessities) avec Mowgli et Shanti dans Le Livre de la Jungle 2

### Caractéristiques particulières
- Le personnage a eu pendant plusieurs mois sa propre attraction dans le parc Disneyland : Baloo's Dressing Room[2],[7].
- Il a également fait une apparition dans le spectacle de Disney on Ice, Disney présente "Les Indestructibles" de Pixar où il apparaît en compagnie de Violette.
- Baloo est, sans nul doute, le personnage le plus populaire du Livre de la Jungle. Il a été rendu célèbre notamment grâce à la chanson Il en faut peu pour être heureux (The Bare Necessities), chanté par Phil Harris, dans laquelle il raconte à Mowgli comment, en se contentant de choses simples, sans luxe et superflu, on peut passer une vie magnifique.

## Dans le louvetisme
Dans le louvetisme, branche du scoutisme destiné aux enfants de 8 à 12 ans environ, et dont l'univers repose majoritairement sur celui du Livre de la jungle de Kipling, le nom de Baloo est souvent donné à l'aumonier ou au conseiller spirituel, parfois à l'un des assistants du chef (ou de la « cheftaine ») du groupe d'enfants (appelé la « meute »). Le chef en question ayant quant à lui le nom d'Akela.
Ce nom personnifie généralement l'éducateur à la bonne conduite (l'enseignement de la « loi de la meute »), ainsi que celui qui met de l'animation et entretient la bonne humeur générale (le « boute-en-train »).